# إد باريش ساندرز
إد باريش ساندرز (بالإنجليزية: Ed Parish Sanders)‏ عالم في العهد الجديد وأحد أهم الداعمين لنظرة جديدة عن بولس. كان أستاذ فنون وعلوم الدين في جامعة ديوك، شمال كارولينا منذ 1990 وحتى تقاعده في 2005.
وهو زميل الأكاديمية البريطانية وحائز على دكتوراة من جامعة أكسفورد ودكتوراة الثيولوجيا من جامعة هلسينكي. ألف وحرر العديد من الكتب والمقالات وحصل كتابه عيسى واليهودية على جائزة غرومير.

## أفكاره وكتاباته
يعرف باختصاصه باليهودية والمسيحية في العالم اليوناني-الروماني القديم.
طبع كتابه الأول بولس واليهودية الفلسطينية في 1977، بينما طبع كتابه عيسى واليهودية في 1985. قدم في الكتاب أدلته عن أن عيسى بدأ كأحد أتباع يحيى (يوحنا المعمدان) وأنه كان نبيا يخبر بعودة مملكة إسرائيل. حسب ساندرز صنع عيسى حركة يهودية إسكاتولوجية بتعيينه للرسل وبتبشيره وأفعاله. بعد إعدامه الذي كان بسبب قلب عيسى للطاولات في هيكل القدس وهذا حسب ساندرز تحدي للسلطة السياسية التي أرادت موته، تابع أتباعه حركته متوقعين عودته لإعادة مملكة إسرائيل. لم يجد ساندز سببا للمعاداة بين عيسى والفريسيين خاصة أن عيسى لم يخرق أي جزء من الشريعة. وحسب ساندرز لم يعارض عيسى الشريعة اليهودية ولم يرفضها وأن أتباعه استمروا بالالتزام بها كما يظهر من استمرار عبادتهم في الهيكل (مثلا في سفر الأعمال 3: 1، 21: 23-26). يقدم أيضا أدلة على أن أقوال عيسى لم تحدد تصرفات ووجهات نظر المسيحيين الأوائل، كما يظهر من نقاش بولس للطلاق (1 كورينثوس 7: 10-16) حيث ينقل قول عيسى ثم يعطي أحكامه المستقلة عن الموضوع. وقال ساندرز إن بولس شعر بأنه هو القدوة للكنائس.
يركز ساندرز على بيئة العصر، حيث شرح اليهودية بعباراته الخاصة وليس في جو النقاشات الكاثوليكية-البروتستانية للقرن السادس عشر، من أجل إعطاء نظرته الخاصة عن اليهودية وبولس والمسيحية، وحسبما قال ساندرز فإنه يقرأ بولس في البيئة، وهي «فلسطين القرن الأول وخاصة يهودية القرن الأول» ويقول إن هناك حاجة لمزيد من دراسات المقارنة للعهد الجديد والتاريخ القديم وكل المصادر القديمة المتوفرة، مع فحص أكبر لها.

## مواقع خارجية
- صفحته الشخصية
- سيرته المهنية